# Drosophila prorepleta
Drosophila prorepleta är en tvåvingeart som beskrevs av Oswald Duda 1925. Drosophila prorepleta ingår i släktet Drosophila och familjen daggflugor.
Artens utbredningsområde är Costa Rica.